# Censo de los Estados Unidos

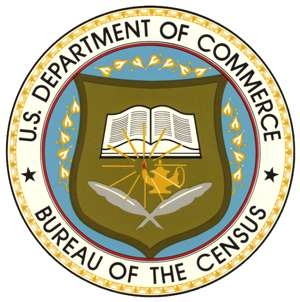
La Oficina del Censo administra el censo de Estados Unidos.

El censo de los Estados Unidos - es un censo que se realiza cada diez años, este es autorizado por el Artículo I, Sección 2 de la Constitución de los Estados Unidos.

## Introducción
El censo de los Estados Unidos (en plural censos) es un padrón que se realiza cada diez años, este es autorizado por el Artículo I, Sección 2 de la Constitución de los Estados Unidos, que establece: “Representantes y fondos directos deberán ser distribuidos entre los estados en directa relación a sus respectivos números” …. “La enumeración actual deberá ser realizada dentro de 3 años después de la primera reunión del Congreso de los Estados Unidos, y dentro de cada término consecuente de 10 años.” La Sección 2 de la Decimocuarta Enmienda, modificó el Artículo I, Sección 2 para incluir que “el número respectivo¨ “de los varios estados” será determinado al “contar el número total de personas en cada Estado, excluyendo a los Indios que no pagan impuestos.” La oficina del Censo de Estados Unidos (oficialmente conocida como oficina del Censo, está definida en el Título 13, U.S.C. Sección 11) es responsable del Censo de Estados Unidos. La Oficina del Censo es parte del Departamento de Comercio.

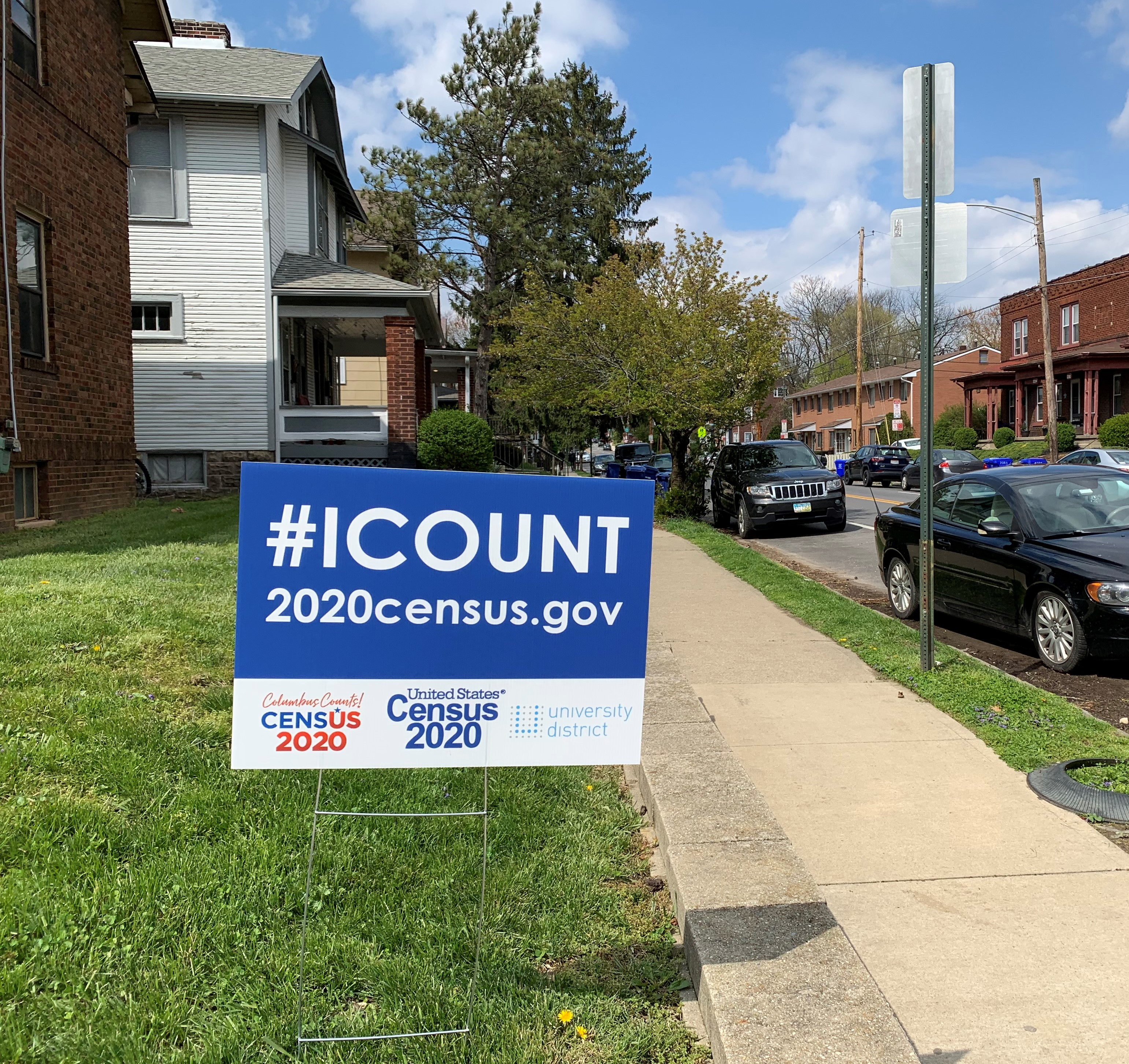
Letrero de patio - 2020.

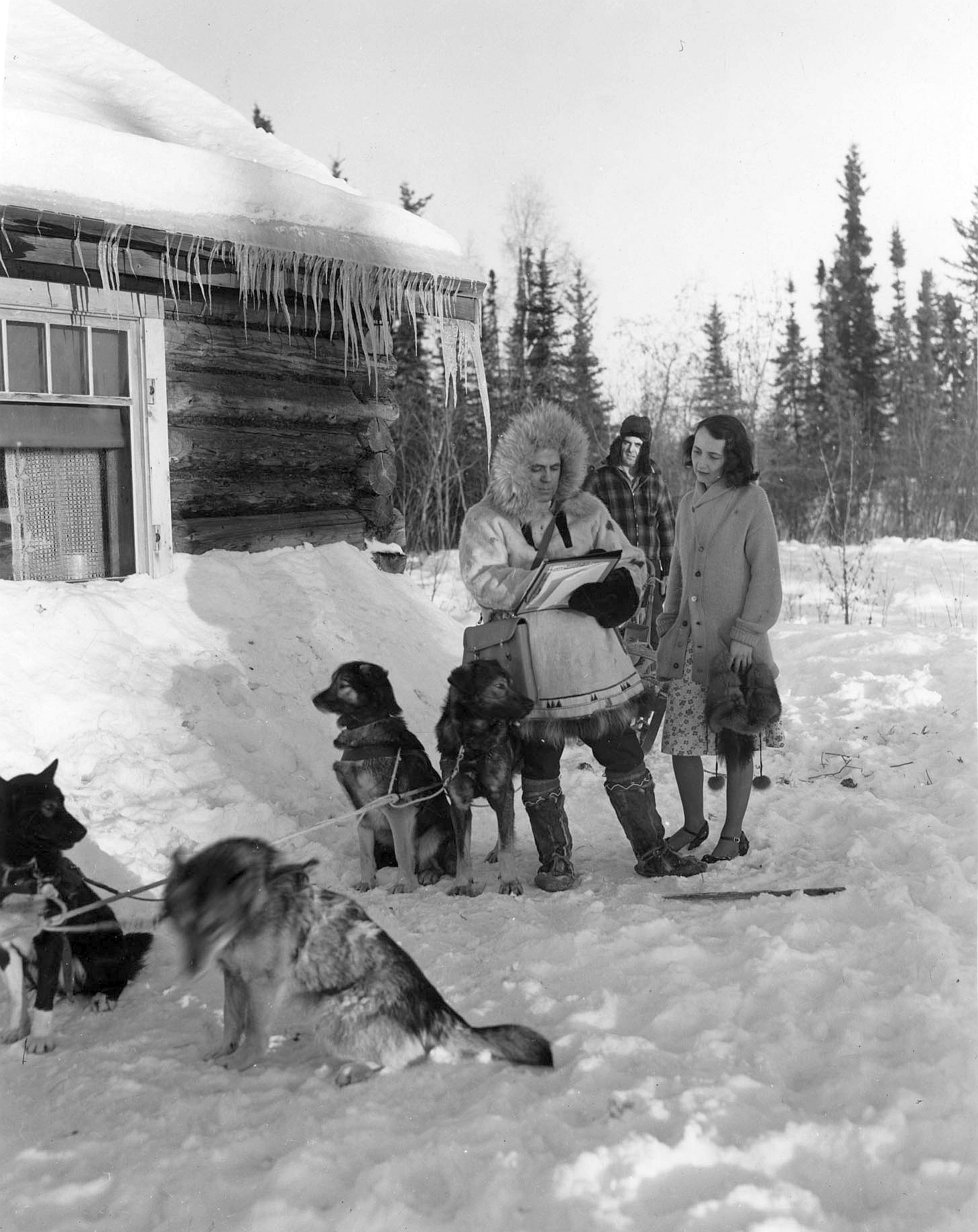
La fotografía publicitaria del Censo de 1940 presenta un trabajador en Fairbanks, Alaska. El conductor de perros se mantiene a distancia para mantener la confidencialidad.

El primer Censo después de la Revolución estadounidense fue realizado en 1790, bajo el secretario de estado Thomas Jefferson; ha habido 22 censos federales desde ese tiempo hasta la actualidad. El actual censo nacional se está realizando en estos momentos, año 2020; el próximo censo está programado para el año 2030. Desde el año 2013, la Oficina del Censo comenzó a discutir la posibilidad de utilizar herramientas tecnológicas para ayudar a la recolección de la información desde este momento, Censo 2020. En el año 2020, cada casa recibirá una invitación para completar el Censo por internet, por teléfono o a través de un cuestionario en papel.
El Título 13 del Código de Estados Unidos define la manera en cómo se desarrolla el censo y cómo se maneja su información. La información es absolutamente confidencial según lo establecido en 13 U.S.C. Sección 9. La ley del Censo, combinada con el Acta de Reforma de Sentencia del 1984 (Título 18 del Código de Estados Unidos, Secciones 3551, 3559 y 3571) establece penalidades de hasta 5000 dólares por no responder o proveer información falsa en alguna de las respuestas del censo.

## Procedimiento
Los números del censo decenal de EE. UU. están basados en los conteos actuales de personas que viven en estructuras residenciales en dicho país.Estos incluyen, ciudadanos, residentes legales que no son ciudadanos, visitantes por largo tiempo e inmigrantes ilegales. La ofician del Censo basa su decisión en términos de a quién contar, usando el concepto de residencial usual. Residencia habitual, es un principio establecido por el Acta de Censo del 1790, y se define como el lugar donde una persona vive y duerme la mayoría de las veces. La Oficina del Censo usa procedimientos especiales para asegurarse de que aquellas personas que no tienen vivienda convencional sean contados; sin embargo, información de estas operaciones no son consideradas tan exactas como las obtenidas en procesos tradicionales.
En situaciones en las que la Oficina del Censo no está segura del número de residentes en una dirección después de una visita en persona, las características de las mismas se deducen de las de un vecino similar (hot-deck imputación). Esta práctica tiene efectos en varias áreas pero algunos la ven como controvertida. Sin embargo, esta práctica fue determinada como constitucionalmente aceptable por la Corte Suprema de los Estados Unidos en el caso de Utah v. Evans.

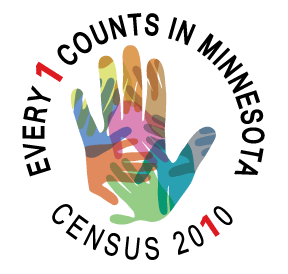
Logo regional de la mercadotecnia del censo en Minnesota

Algunos ciudadanos estadounidenses que viven en el extranjero son específicamente excluidos del recuento a pesar de que ellos puedan votar. Solo los estadounidenses que viven en el extranjero y que son “empleados federales (militares y civiles) y sus dependientes que viven en el extranjero con ellos son contados.” “Ciudadanos estadounidenses privados que viven en el extranjero, que no están afiliados con el gobierno federal (ya sea como empleados o sus dependientes) no serán incluidos en el conteo del extranjero. Estos conteos en el extranjero solo son usados para determinar la cantidad de representantes en la Cámara de Representantes. 
De acuerdo a la oficina del Censo, “el día del Censo” ha sido el 1 de abril desde 1930.Previamente, de 1790 hasta 1820 el censo contaba la población a partir del primer lunes de agosto. Se cambió a junio en 1830 (2 de junio en 1890), 15 de abril en 1910 y 1 de enero en 1920.

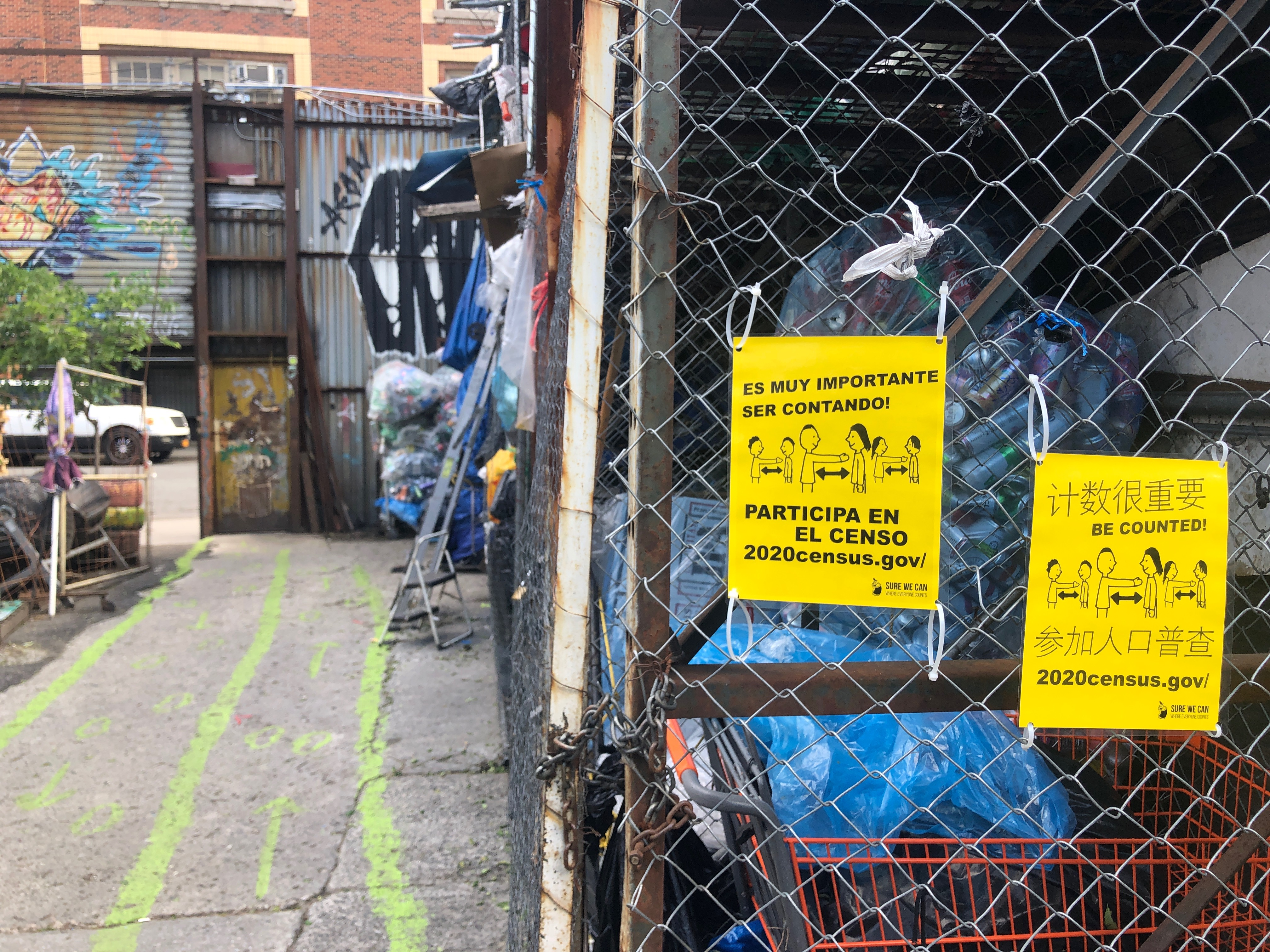
Octavillas animando a participar en el censo de 2020 en un centro de reciclaje de Bushwick (Brooklyn).

## Confidencialidad
Uno de los objetivos del censo es dividir los espacios de la casa por población. Además, como cualquier otra encuesta de la Oficina del Censo, provee el inicio de la asignación de recursos. Adicionalmente, los datos obtenidos se utilizan como objeto de estadística agregada. Las respuestas se obtienen de los individuos y establecen la posibilidad de compilar sólo la estadística general. La confidencialidad de estas respuestas es crucial. Por ley, - ni los encuestadores del censo, o ningún trabajador de la Oficina del Censo- tiene permitido revelar información que pueda ser identificada con cualquier persona, familia o negocio.

### Regla de los 72 años
Por ley, (Pub.L. 95–416, 92 Stat. 915, 5 de octubre de 1978), el censo individual que se realiza cada década, se sella durante 72 años, número que se decidió en 1952, y que supera ligeramente la esperanza de vida de las mujeres 71.6.años. La información individual del censo que se ha revelado recientemente es del censo de 1950, y fue publicada el 2 de abril de 2022. La información agregada del censo es publicada cuando está disponible.

Anuncio promocional en español con faltas de ortografía.

### Uso para el internamiento de japoneses en la Segunda Guerra Mundial
Durante la Segunda Guerra Mundial los datos personales recogidos en el censo de 1940 fueron utilizados por diversas agencias del gobierno estadounidense, incluyendo el ejército y el Servicio Secreto, para perseguir a la población de origen japonés con la intención de internarlos en campos de concentración ante el miedo de que pudieran respaldar una posible invasión japonesa.

### Uso histórico del FBI
En 1980, 3 agentes del FBI, se presentaron en la Oficina del Censo en Colorado Springs con una orden para apoderarse de documentación del censo. Fueron obligados a irse sin nada. Los juzgados defienden que ninguna agencia, incluida el FBI, puede acceder a la información del Censo.

## Importancia de completar el censo
En el último conteo, 1.5 billones de dólares fueron distribuidos a gobiernos estatales y locales basado en la información del censo. El censo también es la línea de base para cada encuesta estadística que conduce el gobierno estadounidense. El censo es el eje de todo el sistema estadístico y enmarca toda la discusión sobre asuntos demográficos en el país.

## Listado de censos
- Censo de los Estados Unidos de 1790
- Censo de los Estados Unidos de 1800
- Censo de los Estados Unidos de 1810
- Censo de los Estados Unidos de 1820
- Censo de los Estados Unidos de 1830
- Censo de los Estados Unidos de 1840
- Censo de los Estados Unidos de 1850
- Censo de los Estados Unidos de 1860
- Censo de los Estados Unidos de 1870
- Censo de los Estados Unidos de 1880
- Censo de los Estados Unidos de 1890
- Censo de los Estados Unidos de 1900
- Censo de los Estados Unidos de 1910
- Censo de los Estados Unidos de 1920
- Censo de los Estados Unidos de 1930
- Censo de los Estados Unidos de 1940
- Censo de los Estados Unidos de 1950
- Censo de los Estados Unidos de 1960
- Censo de los Estados Unidos de 1970
- Censo de los Estados Unidos de 1980
- Censo de los Estados Unidos de 1990
- Censo de los Estados Unidos de 2000
- Censo de los Estados Unidos de 2010
- Censo de los Estados Unidos de 2020
- Censos de Población y Vivienda por países